# Anadolu Efes Spor Kulübü 2018-2019
Questa voce raccoglie le informazioni riguardanti l'Anadolu Efes Spor Kulübü nelle competizioni ufficiali della stagione 2018-2019.

## Stagione
La stagione 2018-2019 dell'Anadolu Efes Spor Kulübü è la 41ª nel massimo campionato turco di pallacanestro, la Basketbol Süper Ligi.
All'inizio della nuova stagione la Federazione decise di modificare il regolamento riguardo al numero di giocatori stranieri consentiti per ogni squadra che così venne ridotto a cinque.

## Roster
Aggiornato al 14 marzo 2019.
| Anadolu Efes 2018-19 | Anadolu Efes 2018-19 |
| Giocatori            | Staff tecnico        |
| -------------------- | -------------------- |

| N. | Naz.                                        | Ruolo | Nome              | Anno | Alt.   | Peso   |  |
| -- | ------------------------------------------- | ----- | ----------------- | ---- | ------ | ------ |  |
| 0  | Stati Uniti (bandiera)                      | P     | Shane Larkin      | 1992 | 180 cm | 79 kg  |  |
| 1  | Francia (bandiera)                          | P     | Rodrigue Beaubois | 1988 | 188 cm | 84 kg  |  |
| 2  | Turchia (bandiera)                          | G     | Mustafa Kurtuldum | 2001 | 197 cm |        |  |
| 3  | Turchia (bandiera)                          | AG    | Yiğitcan Saybir   | 1999 | 202 cm | 88 kg  |  |
| 4  | Turchia (bandiera)                          | P     | Doğuş Balbay (C)  | 1989 | 185 cm | 82 kg  |  |
| 6  | Turchia (bandiera)                          | AP    | Metecan Birsen    | 1995 | 205 cm | 93 kg  |  |
| 8  | Turchia (bandiera)                          | G     | Birkan Batuk      | 1990 | 196 cm | 87 kg  |  |
| 10 | Turchia (bandiera)                          | G     | Onuralp Bitim     | 1999 | 196 cm | 93 kg  |  |
| 12 | Australia (bandiera)                        | AG    | Brock Motum       | 1990 | 208 cm | 111 kg |  |
| 15 | Turchia (bandiera)                          | C     | Sertaç Şanlı      | 1991 | 213 cm | 115 kg |  |
| 18 | Francia (bandiera)                          | AG    | Adrien Moerman    | 1988 | 203 cm | 102 kg |  |
| 19 | Turchia (bandiera)                          | G     | Buğrahan Tuncer   | 1993 | 191 cm | 87 kg  |  |
| 21 | Germania (bandiera)                         | C     | Tibor Pleiß       | 1989 | 218 cm | 122 kg |  |
| 22 | Serbia (bandiera)                           | P     | Vasilije Micić    | 1994 | 195 cm | 92 kg  |  |
| 23 | Stati Uniti (bandiera)                      | GA    | James Anderson    | 1989 | 198 cm | 98 kg  |  |
| 25 | Turchia (bandiera)                          | P     | Ömercan İlyasoğlu | 2001 | 196 cm |        |  |
| 42 | Stati Uniti (bandiera) · Armenia (bandiera) | C     | Bryant Dunston    | 1986 | 203 cm | 114 kg |  |
| 44 | Croazia (bandiera)                          | G     | Krunoslav Simon   | 1985 | 197 cm | 100 kg |  |

| Allenatore |
| - Ergin Ataman |
| Assistente/i |
| - Tomislav Mijatović - Yakup Sekizkök - Cenk Yıldırım Legenda - (C) Capitano - (IN) Inattivo - Infortunato Roster |

## Mercato

### Sessione estiva
| Acquisti | Acquisti          | Acquisti        | Acquisti   | Acquisti |
| R.a      | Nome              | da              | Modalità   |          |
| -------- | ----------------- | --------------- | ---------- | -------- |
| P        | Rodrigue Beaubois | Saski Baskonia  | definitivo |          |
| C        | Tibor Pleiß       | Valencia        | definitivo |          |
| GA       | James Anderson    | Chimki          | definitivo |          |
| AP       | Metecan Birsen    | Sakarya         | definitivo |          |
| P        | Shane Larkin      | Boston Celtics  | definitivo |          |
| G        | Buğrahan Tuncer   | Eskişehir       | definitivo |          |
| AG       | Adrien Moerman    | Barcellona      | definitivo |          |
| C        | Sertaç Şanlı      | Beşiktaş        | definitivo |          |
| P        | Vasilije Micić    | Žalgiris Kaunas | definitivo |          |

| Cessioni | Cessioni         | Cessioni            | Cessioni       | Cessioni |
| R.       | Nome             | a                   | Modalità       |          |
| -------- | ---------------- | ------------------- | -------------- | -------- |
| PG       | Toney Douglas    | Sakarya             | fine contratto |          |
| AG       | Berk Demir       | Darüşşafaka         | fine contratto |          |
| P        | Errick McCollum  | UNICS Kazan'        | fine contratto |          |
| G        | Muhaymin Mustafa | Tofaş Bursa         | prestito       |          |
| GA       | Sonny Weems      | Guangdong S. Tigers | fine contratto |          |
| AG       | Derrick Brown    | Free agent          | rescissione    |          |
| C        | Vladimir Štimac  | Türk Telekom        | fine contratto |          |
| GA       | Zoran Dragić     | Free agent          | fine contratto |          |
| G        | Arda Erdoğan     | T. Büyükçekmece     |                |          |

### Dopo l'inizio della stagione
| Acquisti | Acquisti | Acquisti | Acquisti | Acquisti |
| R.       | Nome     | da       | Data     | Modalità |
| -------- | -------- | -------- | -------- | -------- |

| Cessioni | Cessioni     | Cessioni  | Cessioni       | Cessioni |
| R.       | Nome         | a         | Data           | Modalità |
| -------- | ------------ | --------- | -------------- | -------- |
| G        | Birkan Batuk | Karşıyaka | 3 gennaio 2019 | prestito |